# Dorit Schmiel
Dorit Schmiel, née le 25 avril 1941 à Berlin et morte le 19 février 1962 à Berlin-Est, est l'une des premières victimes du Mur de Berlin. Elle est la cinquième personne, et la première femme, à être abattue par les gardes frontaliers est-allemands en tentant de passer le Mur.

## Biographie
Elle naît durant la Seconde Guerre mondiale, la cadette de deux enfants. Son père, soldat, est tué à la guerre. Elle grandit avec sa mère, son beau-père et son frère dans le quartier de Pankow à Berlin. Après la guerre, ce quartier fait partie du secteur d'occupation soviétique, mais la frontière reste ouverte avec les quartiers de l'ouest de Berlin, occupés par les puissances occidentales. Elle y a de la famille, et, adolescente, s'y rend régulièrement « pour faire du shopping, aller au cinéma ou aller danser ». Dans le même temps, elle obtient un emploi de couturière dans une entreprise publique à Berlin-Est.

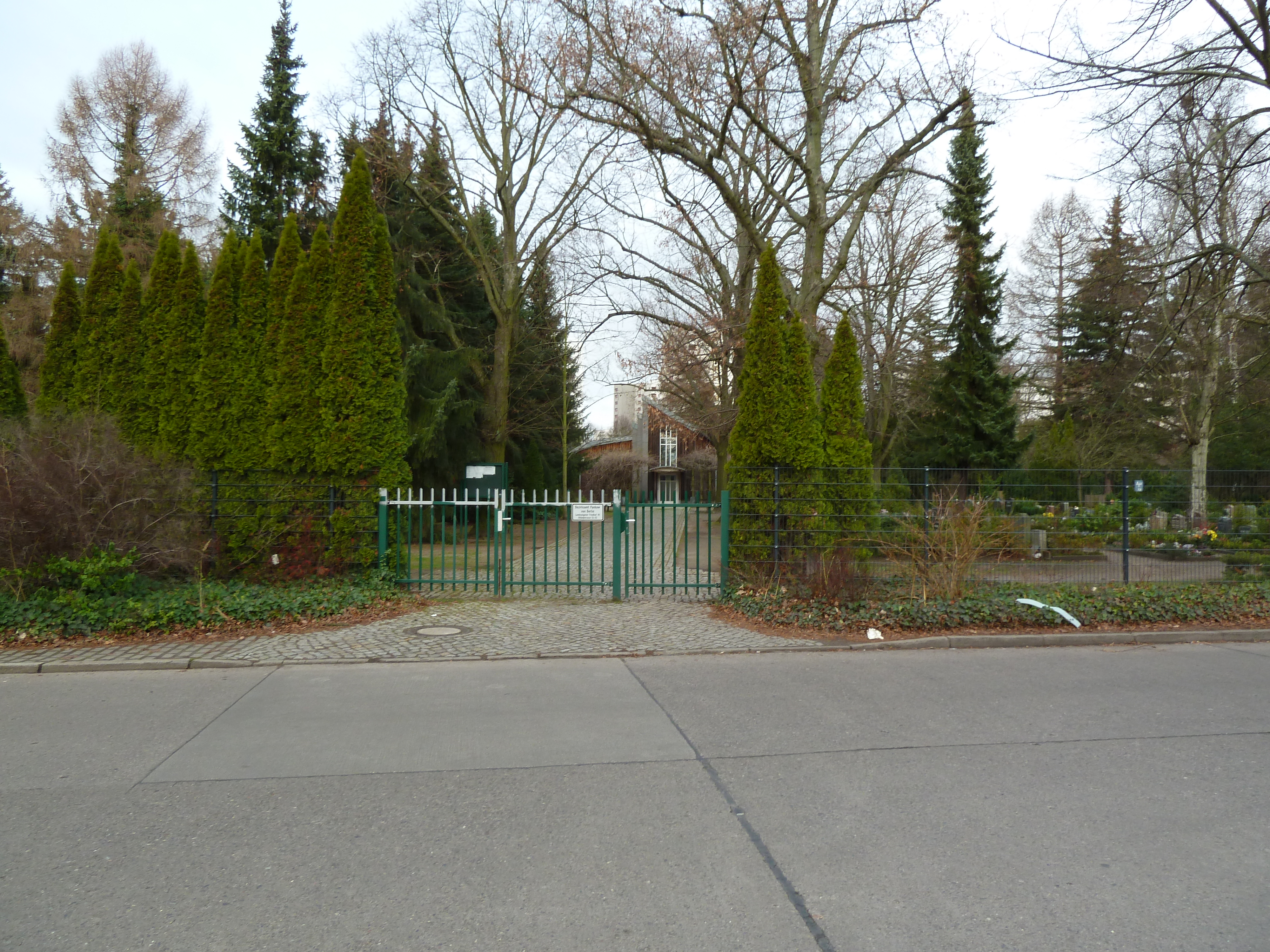
Entrée du cimetière Pankow VII.

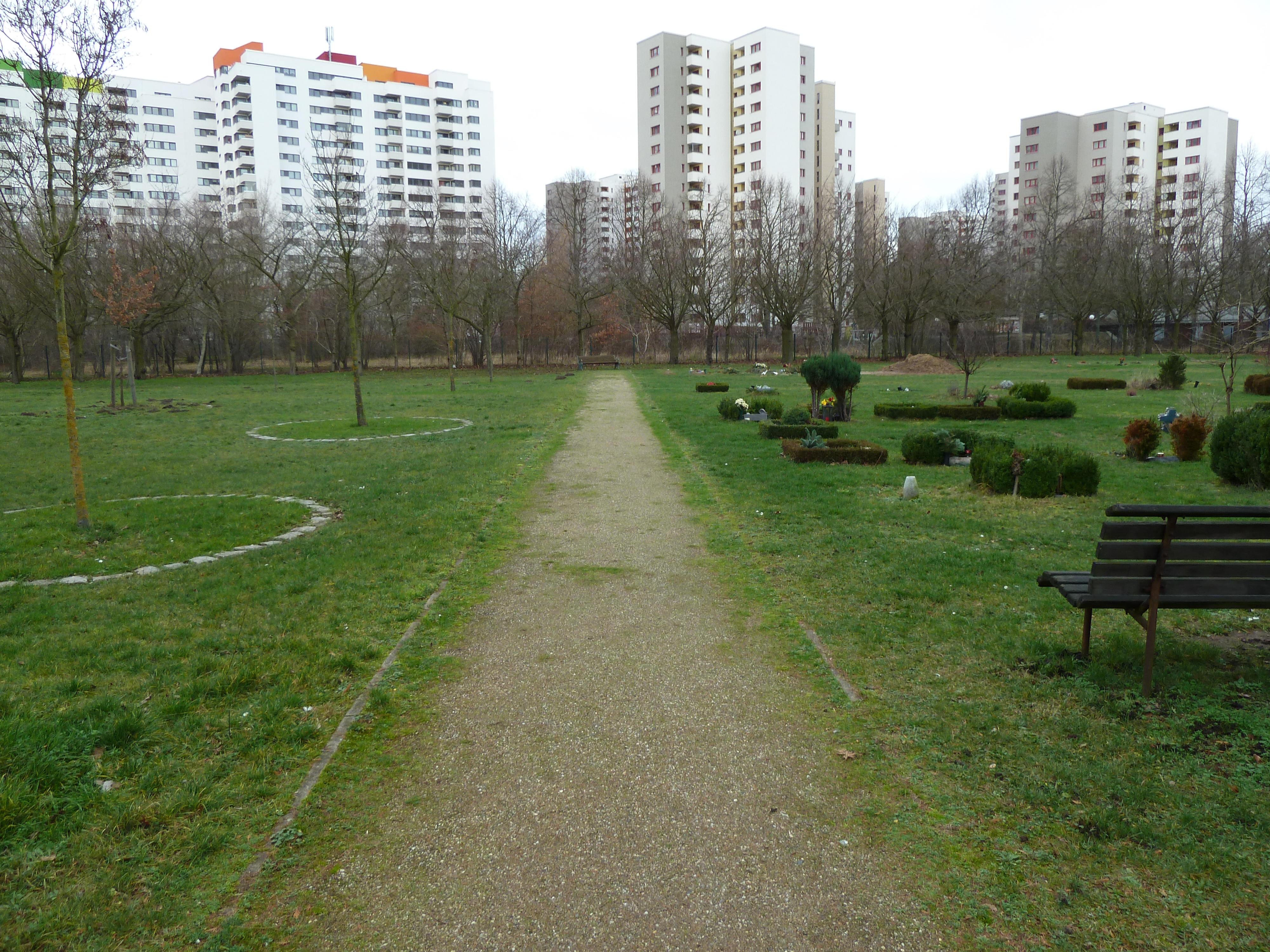
La zone de la mort entre Berlin-Est et Berlin-Ouest, où Dorit Schmiel et ses amis ont tenté leur évasion vers Berlin-Ouest en 1962.

Lorsque le Mur de Berlin est érigé et la coupe de tout contact avec Berlin-Ouest, elle a vingt ans. Elle et ses amis n'adhèrent jamais aux idéaux prônés par les autorités est-allemandes, et s'inquiètent pour leur avenir. L'un de ses cousins ayant récemment réussi à passer le Mur et s'installer à l'Ouest, Dorit, son petit-ami et trois de leurs amis décident de faire de même. Après minuit la nuit du 18 au 19 février 1962, une nuit brumeuse et couverte, les cinq jeunes gens s'approchent de la frontière en traversant le cimetière Pankow (de) dans le quartier de Rosenthal. Il n'y a pas encore de mur de béton à cette date, mais plusieurs grillages successifs. Ils percent le premier grillage, et rampent dans la neige vers le prochain. Trois gardes les aperçoivent, et ouvrent le feu, atteignant Dorit et l'un de ses amis. Les gardes s'approchent, ordonnant aux cinq jeunes gens de se lever. Trois ne sont pas blessés, l'un est blessé à l'épaule, mais Dorit Schmiel est atteinte à l'estomac. Emmenée à l'hôpital, elle y décède de saignements internes. Les quatre fugitifs survivants sont condamnés à des peines allant de dix mois à deux ans de prison.
Après la chute du Mur en 1989 et la disparition de la République démocratique allemande en 1990, les trois gardes ayant ouvert le feu sont identifiés, jugés, et condamnés chacun pour homicide et tentative d'homicide à dix-huit mois de prison avec sursis.